# Smucka
Smucka je naselje u općini Hadžići, Federacija BiH, BiH.

## Stanovništvo
Nacionalni sastav stanovništva 1991. godine, bio je sljedeći:
ukupno: 293
- Bošnjaci - 228 (77,81%)
- Srbi - 65 (22,18%)